# Nuoto di fondo ai campionati europei di nuoto 2022 - 25 km maschili
La gara dei 25 km in acque libere maschile ai Campionati europei di nuoto 2022 si è svolta il 20 agosto al Lido di Ostia, in Italia.
Dopo quasi quattro ore di gara ed oltre 17 km percorsi, la gara dei 25 km è stata interrotta a causa delle condizioni avverse del mare. Dopo due ore dall'interruzione il Comitato tecnico LEN Open Water ha deciso di annullare la classifica poiché i Chief Referees (giudici di gara) non avevano una visione della classifiche finale di gara.
Il 25 novembre 2022 la LEN ha annunciato la revisione dei risultati di alcune gare di nuoto di fondo tra cui la 25km degli Europei 2022, assegnando ufficialmente le medaglie ed i premi agli atleti in base alla classifica (senza tempi) al momento della sospensione della gara, anche sulla base delle immagini televisive.

## Medaglie
| Posizione | Atleti         | Paese  |
| --------- | -------------- | ------ |
| Oro       | Mario Sanzullo | Italia |
| Argento   | Dario Verani   | Italia |
| Bronzo    | Matteo Furlan  | Italia |

## Risultati
La gara ha avuto inizio alle 10:00 (UTC+1 ora locale).
| Pos.    | Atleta               | Nazionalità | Tempo |
| ------- | -------------------- | ----------- | ----- |
| Oro     | Mario Sanzullo       | Italia      |       |
| Argento | Dario Verani         | Italia      |       |
| Bronzo  | Matteo Furlan        | Italia      |       |
| 4       | Axel Reymond         | Francia     |       |
| 5       | Marcel Schouten      | Paesi Bassi |       |
| 6       | Matěj Kozubek        | Rep. Ceca   |       |
| 7       | Lars Bottelier       | Paesi Bassi |       |
| 8       | Zalan Sarkany        | Ungheria    |       |
| 9       | Andreas Waschburger  | Germania    |       |
| 10      | Ben Langner          | Germania    |       |
| 11      | Martin Straka        | Rep. Ceca   |       |
| 12      | Matthieu Magne       | Francia     |       |
| 13      | Alexandre Verplaetse | Francia     |       |
| dnf     | Péter Gálicz         | Ungheria    | dnf   |